# NGC 1277
NGC 1277 là một thiên hà hình hạt đậu trong chòm sao Anh Tiên. Nó là một thành viên của cụm Perseus  và nằm khoảng 73Mpc (Mega parsec)  hay 220 triệu năm ánh sáng từ Ngân Hà. Nó có cấp sao biểu kiến là khoảng 14,7. Nó được phát hiện vào ngày 4 tháng 12 năm 1875 bởi Lawrence Parsons, Bá tước thứ tư của Rosse.
NGC 1277 đã được gọi là "di tích của vũ trụ sơ khai" do các ngôi sao của nó được hình thành trong khoảng thời gian 100 triệu năm khoảng 12 tỷ năm trước. Các ngôi sao được hình thành với tốc độ gấp 1000 lần tốc độ hình thành của  Ngân Hà trong một khoảng thời gian ngắn. Sau quá trình hình thành sao này diễn ra, NGC 1277 bị bỏ lại với những ngôi sao giàu kim loại, lớn hơn Mặt trời của chúng ta khoảng 7 tỷ năm. Vẫn chưa chắc NGC 1277 có phải là "thiên hà di tích" hay không; các nghiên cứu hiện tại vẫn đang nghiên cứu khả năng. Tuy nhiên, các quan sát của Kính viễn vọng Không gian Hubble chỉ ra rằng NGC 1277 thiếu các cụm cầu hình cầu nghèo kim loại, cho thấy rằng nó đã tích lũy khối lượng nhỏ trong suốt vòng đời của nó và ủng hộ giả thuyết thiên hà di tích.

## Hố đen siêu lớn

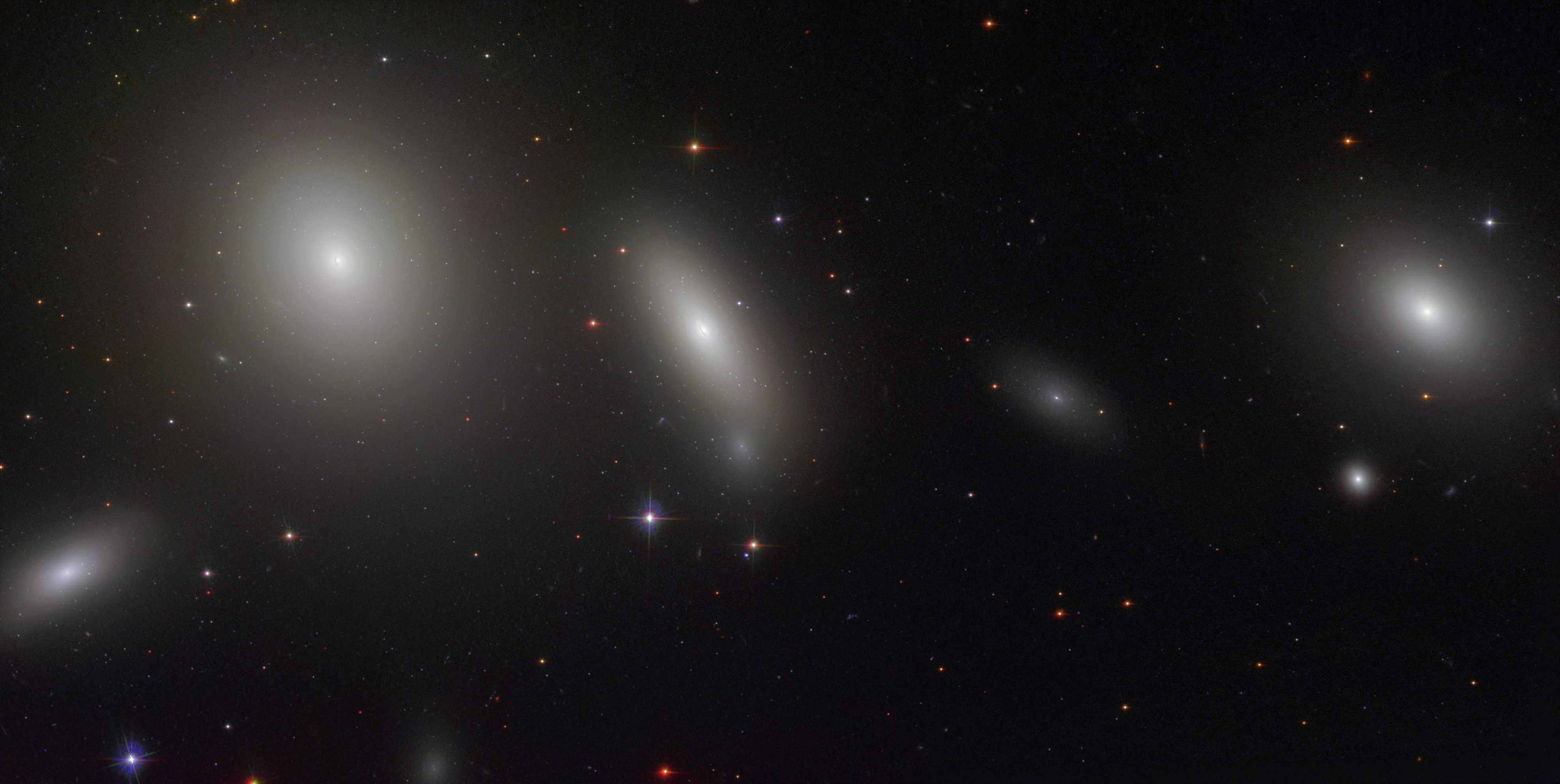
Hình ảnh Kính viễn vọng Không gian Hubble của các thiên hà trong Cụm Perseus. NGC 1277 là thiên hà sáng ở bên trái của trung tâm hình ảnh.

Các quan sát ban đầu được thực hiện bằng Kính thiên văn Hobby-Eberly tại Đài thiên văn McDonald của Texas cho thấy sự hiện diện của một lỗ đen với khối lượng khoảng 17×1010 M☉ (17 tỷ lần khối lượng mặt trời), tương đương 14% tổng khối lượng sao của thiên hà, do chuyển động của các ngôi sao gần trung tâm thiên hà. Điều này dẫn đến tuyên bố ban đầu rằng lỗ đen trong NGC 1277 là một trong những lỗ đen lớn nhất được biết đến liên quan đến khối lượng của thiên hà chủ của nó.
Một nghiên cứu tiếp theo, dựa trên cùng một dữ liệu và được công bố vào năm sau, đã đưa ra một kết luận rất khác. Lỗ đen ban đầu được đề xuất ở mức 17×1010 M☉ được không phải là lớn như từng nghĩ. Lỗ đen được ước tính là từ 2 đến 5 tỷ khối lượng mặt trời. Kết quả này giảm đáng kể, ít hơn một phần ba khối lượng ước tính trước đó. Các mô hình không có lỗ đen nào cũng được tìm thấy để cung cấp hợp lý phù hợp với dữ liệu, bao gồm cả khu vực trung tâm.
Các cuộc điều tra sau đó đã sử dụng quang học thích ứng để có được ước tính tốt hơn về khối lượng của lỗ đen. Một nhóm thực hiện các quan sát bằng Máy quang phổ trường tích phân hồng ngoại gần Gemini để xác định tốt hơn khối lượng của lỗ đen ở trung tâm NGC 1277. Nhóm đã sử dụng các mô hình tương tự như của van den Bosch, nhưng với độ phân giải không gian cao hơn. Sau khi sử dụng các mô hình động lực học và độ sáng của sao để ước tính khối lượng của lỗ đen, chúng đã đạt được khối lượng 49×109 M☉ tương tự như dự toán từ các nghiên cứu tiếp theo được thực hiện bởi Emsellem, mà ước tính khối lượng giữa 2-5000000000 khối lượng mặt trời. Gần đây, một nhóm mới  đã thực hiện các quan sát bằng Kính thiên văn Keck lớn hơn với độ phân giải không gian vượt trội và tính toán rằng lỗ đen có khối lượng 12×109 M☉. Ngoài ra, giá trị này nhỏ hơn so với báo cáo đầu tiên của van den Bosch, và được ghi nhận là có thể là giới hạn trên do đĩa quay cạnh trong NGC 1277.